# Leif Nordgren
Pour les articles homonymes, voir Nordgren.
Leif Nordgren, né le 18 mai 1989 à Colorado Springs, est un biathlète américain. Il a participé aux Jeux olympiques d'hiver de 2014 et de 2018.

## Biographie
Leif Nordgren commence au niveau international en 2007. Lors des Championnats du monde jeunesse 2008, il obtient son premier podium avec une médaille de bronze sur la poursuite. Quelques mois plus tard, il est déjà présent sur une manche de Coupe du monde disputée à Hochfilzen. Il marque ses premiers points dans cette compétition en ouverture de la saison 2010-2011 en se classant 35e de l'individuel d'Östersund. Il obtient de bons résultats aux Championnats du monde 2011, où grâce à trois courses dans le top quarante, il se qualifie pour la mass start qu'il achieve au 17e rang. Il établit aussi son meilleur résultat en relais dans les rendez-vous majeurs avec le sixième rang.
Aux Jeux olympiques d'hiver de 2014, il est 45e du sprint, 53e de la poursuite, 83e de l'individuel et 16e du relais. L'hiver suivant, Nordgren établit son meilleur classement général en Coupe du monde avec la 40e position et son meilleur résultat avec une 16e place.
Aux Jeux olympiques d'hiver de 2018, il est 58e du sprint, 50e de la poursuite, 66e de l'individuel et 6e du relais. En 2019, il égale son meilleur résultat dans l'élite, avec le 16e rang à l'individuel des Championnats du monde d'Östersund.
Aux Championnats du monde 2020, Nordgren se rate sur le sprint (88e), mais réussit la meilleure course de sa carrière sur l'individuel avec une huitième place, soit son premier top dix dans l'élite, grâce à l'unique sans faute au tir de tous les partants.

## Palmarès

### Jeux olympiques
| Épreuve / Édition                | Individuel | Sprint | Poursuite | Départ en masse | Relais | Relais mixte |
| Jeux olympiques 2014 Sotchi      | 83e        | 45e    | 53e       | -               | 16e    | -            |
| Jeux olympiques 2018 Pyeongchang | 66e        | 58e    | 50e       | -               | 6e     | -            |

Légende :
- - : Non disputée par Nordgren

### Championnats du monde
| Épreuve / Édition                  | Individuel | Sprint | Poursuite | Départ en masse | Relais | Relais mixte |
| Mondiaux 2011 Khanty-Mansiïsk      | 21e        | 26e    | 38e       | 17e             | 6e     | 13e          |
| Mondiaux 2012 Ruhpolding           | 81e        | —      | —         | —               | 10e    | —            |
| Mondiaux 2013 Nové Město na Moravě | 22e        | 53e    | 43e       | —               | 12e    | 8e           |
| Mondiaux 2015 Kontiolahti          | 33e        | 45e    | 51e       | —               | 14e    | 8e           |
| Mondiaux 2016 Holmenkollen         | 27e        | 18e    | 52e       | DNF             | 8e     | —            |
| Mondiaux 2017 Hochfilzen           | 23e        | 26e    | 49e       | —               | 7e     | —            |
| Mondiaux 2019 Östersund            | 16e        | 34e    | 44e       | 30e             | 19e    | 19e          |
| Mondiaux 2020 Antholz-Anterselva   | 8e         | 88e    | —         | —               | 8e     | 13e          |
| Mondiaux 2021 Pokljuka             | 32e        | 46e    | 33e       | —               | 15e    | —            |

Légende :

- DNF : abandon

### Coupe du monde
- Meilleur classement général : 40e en 2015.
- Meilleur résultat individuel : 8e.

#### Classements en coupe du monde
| Saison    | Classement général final | Individuel | Sprint | Poursuite | Mass start |
| 2008-2009 | nc                       | nc         | nc     |           |            |
| 2009-2010 | nc                       |            | nc     |           |            |
| 2010-2011 | 63e                      | 45e        | 80e    | 83e       | 44e        |
| 2011-2012 | 97e                      | nc         | nc     | 76e       |            |
| 2012-2013 | 72e                      | 52e        | 82e    | 71e       |            |
| 2013-2014 | 72e                      | nc         | 75e    | 62e       |            |
| 2014-2015 | 40e                      | 35e        | 48e    | 41e       | 46e        |
| 2015-2016 | 57e                      | 37e        | 57e    | nc        |            |
| 2016-2017 | 57e                      | 34e        | 66e    | 64e       |            |
| 2017-2018 | 71e                      | nc         | 62e    | 80e       | 46e        |
| 2018-2019 | 57e                      | 41e        | 59e    | 67e       | 46e        |
| 2019-2020 | 55e                      | 22e        | 64e    | nc        |            |
| 2020-2021 | 59e                      | 38e        | 70e    | 65e       |            |
| 2021-2022 | 102e                     | nc         | nc     | 81e       |            |

### Championnats du monde jeunesse
- Médaille de bronze de la poursuite en 2008.